# 2004 en Ukraine
Chronologie de l'Ukraine
- 2000
- 2001
- 2002
- 2003
- 2004
- 2005
- 2006
- 2007
- 2008

Cette page concerne les évènements survenus en 2004 en Ukraine  :

## Évènement
- 27-28 octobre : 60e anniversaire de la libération de l'Ukraine (en).
- 31 octobre - 21 novembre - 26 décembre : Élection présidentielle
  - Début de la révolution orange à la suite de la proclamation, le 21 novembre, du résultat du deuxième tour de l'élection présidentielle, perçu comme truqué.

## Sport
- Championnat d'Ukraine de football 2003-2004
- Championnat d'Ukraine de football 2004-2005
- Coupe d'Ukraine de football 2003-2004
- Coupe d'Ukraine de football 2004-2005

## Décès
- Natalia Naoum

## Culture
- Participation de l'Ukraine au Concours Eurovision de la chanson
- Sortie des films L'Accordeur et Un chauffeur pour Véra.